# Irving Pichel
Irving Pichel, född 24 juni 1891 i Pittsburgh i Pennsylvania, död 13 juli 1954 i Hollywood i Kalifornien, var en amerikansk skådespelare och filmregissör. Han medverkade som skådespelare i över 65 filmer och regisserade nära 40 stycken.

## Filmografi i urval
- 1931 – En amerikansk tragedi (roll)
- 1932 – Mänskligt villebråd (regi)
- 1933 – Jag är ingen ängel (ej krediterad roll)
- 1934 – Dimma över Frisco (roll)
- 1934 – Cleopatra (roll)
- 1935 – Dödsgrottorna vid Kôr (regi)
- 1936 – Draculas dotter (roll)
- 1938 – Skandalen kring Julie (roll)
- 1938 – Det spökar på Rivieran (roll)
- 1939 – Frihetshjälten Juarez (roll)
- 1941 – Swingflickan (regi)
- 1941 – Farligt område (produktion)
- 1941 – Jag minns min gröna dal (ej krediterad berättarröst)
- 1942 – Mannen med sälgpiporna (regi)
- 1944 – Redo för morgondagen (regi)
- 1946 – I morgon och för alltid (regi och ej krediterad röstroll)
- 1947 – Innan domen faller (regi och ej krediterad roll)
- 1948 – En flicka på kroken (regi)
- 1949 – Larm över prärien (ej krediterad berättarröst)
- 1950 – The Great Rupert (regi och ej krediterad roll)
- 1950 – Gungfly (regi och ej krediterad röstroll)
- 1950 – Destination månen (regi och ej krediterad röstroll)